# Eschbronn
Eschbronn – miejscowość i gmina w Niemczech, w kraju związkowym Badenia-Wirtembergia, w rejencji Fryburg, w regionie Schwarzwald-Baar-Heuberg, w powiecie Rottweil, wchodzi w skład wspólnoty administracyjnej Dunningen. Leży ok. 11 km na północny zachód od Rottweil.

## Dzielnice
- Gaisfurt
- Locherhof
- Mariazell